# Eloeophila johnsoni
Eloeophila johnsoni är en tvåvingeart som först beskrevs av Alexander 1914.  Eloeophila johnsoni ingår i släktet Eloeophila och familjen småharkrankar. Inga underarter finns listade i Catalogue of Life.